# Sedentaria
Sedentaria zijn een onderklasse van borstelwormen (Polychaeta).

## Taxonomie
De volgende taxa zijn bij de infraklasse ingedeeld:
- Familie Chaetopteridae Audouin & Milne Edwards, 1833
- Infraklasse Canalipalpata
- Infraklasse Scolecida

### Nomen dubium
- Onderorde Chaetopteriformia